# Französisches Etymologisches Wörterbuch
Pour les articles homonymes, voir FEW.
Dictionnaire étymologique du français
Le Französisches etymologisches Wörterbuch : eine Darstellung des galloromanischen Sprachschatzes ou FEW (Dictionnaire étymologique du français : une représentation du trésor lexical galloroman) écrit par le philologue suisse Walther von Wartburg est le principal dictionnaire étymologique de référence des  langues gallo-romanes. La création de l'édition originale du FEW, écrite majoritairement en allemand puis seulement en français à partir de 1980, s'est amorcée en 1922 et achevée en 1967. Sa publication se fait désormais en ligne.

## L'auteur
Walther von Wartburg (18 mai 1888 à Riedholz, canton de Soleure, Suisse - 15 août 1971 à Bâle) est un philologue et lexicographe suisse. Après des études dans les universités de Berne, Zurich, Florence et de la Sorbonne, il soutient en 1918 sa thèse de doctorat : Zur Benennung des Schafes in den romanischen Sprachen (« La dénomination du mouton dans les langues romanes », 37 pages). En 1921, il devient Privatdozent à Berne. Il travaille ensuite à Lausanne, puis enseigne, de 1929 à 1939 à l'université de Leipzig. De 1940 à 1959, il est professeur de philologie française à l'université de Bâle.

## L'œuvre
Le FEW s'est fixé pour objectif de retracer l'origine, l'histoire et les transformations de tous les mots du lexique français, y compris les langues et dialectes gallo-romans anciens et modernes : le wallon, l'occitan et le francoprovençal. À partir de 1952, le Fonds national suisse de la recherche scientifique a soutenu ce projet ambitieux, avec le concours du Centre national de la recherche scientifique (CNRS) français après 1993. Le FEW a été achevé en 2002 : il comprend 25 volumes, 160 fascicules, soit plus de 17 000 pages. Il en existe une adaptation très abrégée, le Dictionnaire étymologique de la langue française. Le FEW est l'une des sources du TLF, le Trésor de la langue française.